# Schiltzberg
Schiltzberg (lb. Schiltzbierg) – wieś (Uertschaft) w środkowym Luksemburgu, w kantonie Mersch, w gminie Fischbach. Do 3 października 2015 miejscowość leżała w dystrykcie Luksemburg. Liczy 16 mieszkańców (1 stycznia 2023). 